# Sumurducu, Cluj
Sumurducu (în maghiară Szomordok) este un sat în comuna Sânpaul din județul Cluj, Transilvania, România.
Altitudinea medie: 453 m.

## Istoric
Terenul localității învecinate Săliștea Nouă (nelocuit între sec.XIII și 1850) a aparținut acestei localități. Numele satului a apărut pentru prima dată în documente în 1260 ca Zomordog.
În Evul Mediu sat preponderent românesc.

## Lăcașuri de cult
Biserica de lemn românească (1715) a fost transferată aici din localitatea învecinată Berindu.

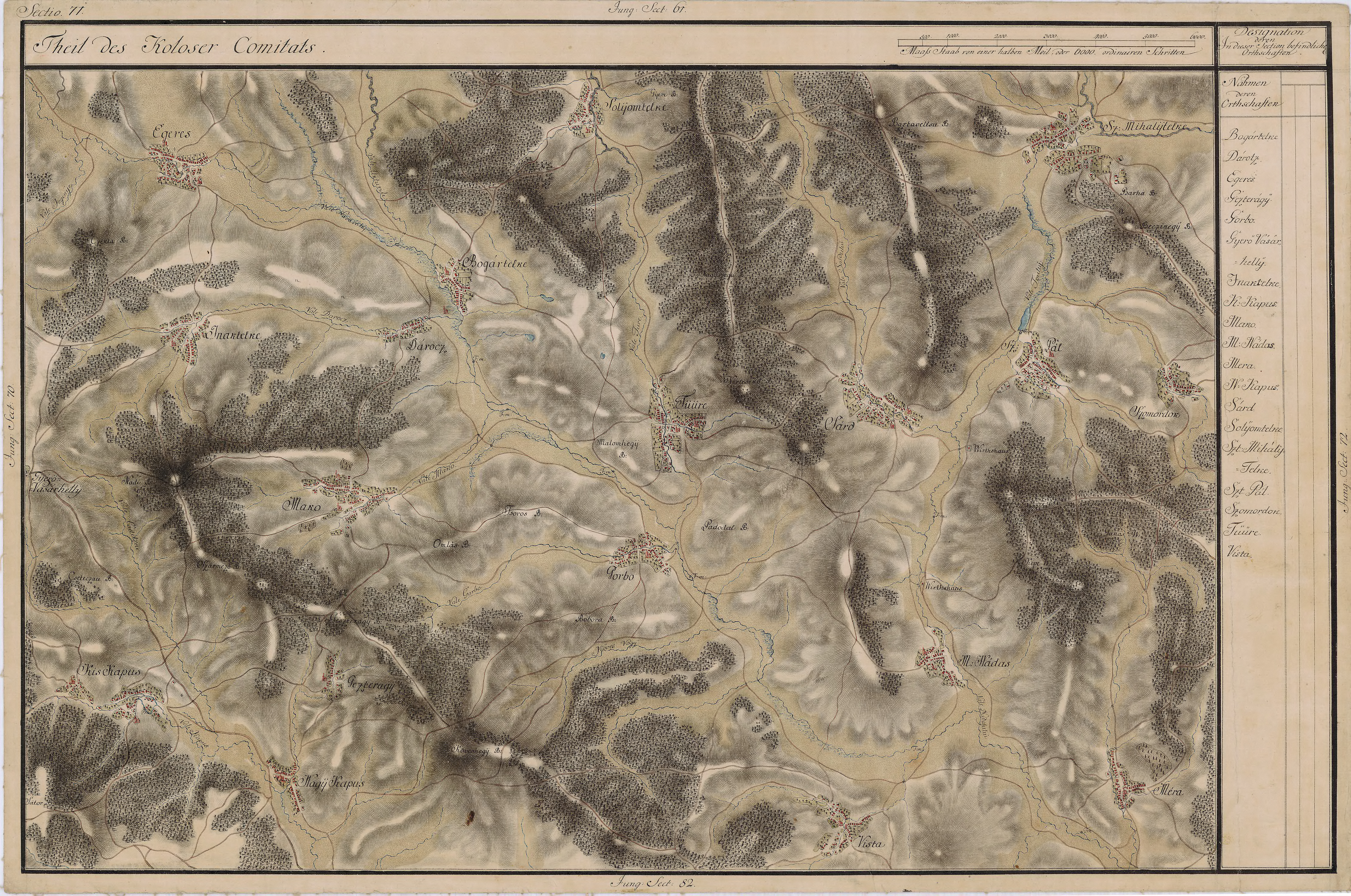
Sumurducu în Harta Iosefină a Transilvaniei, 1769-1773

## Imagini

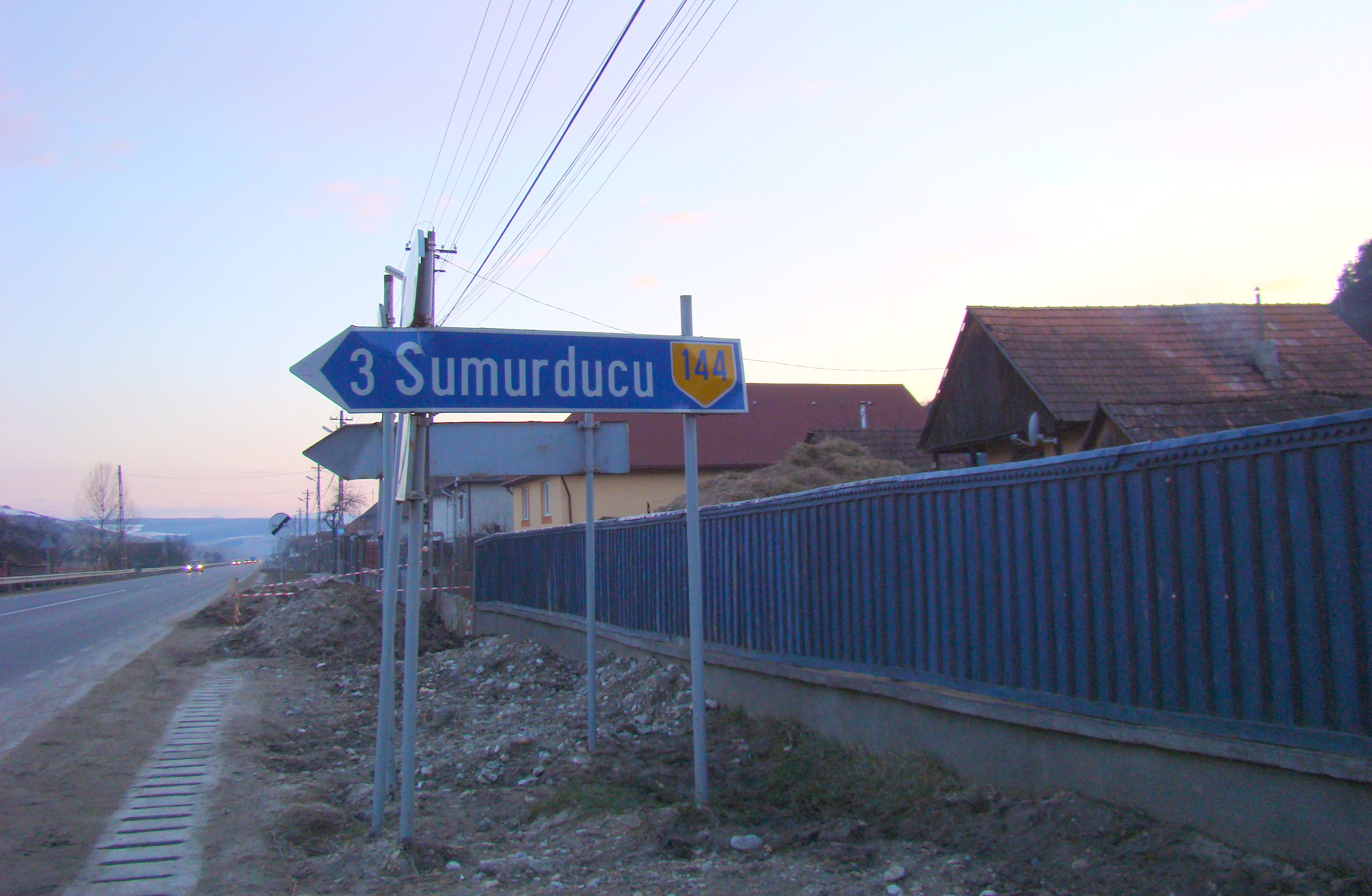
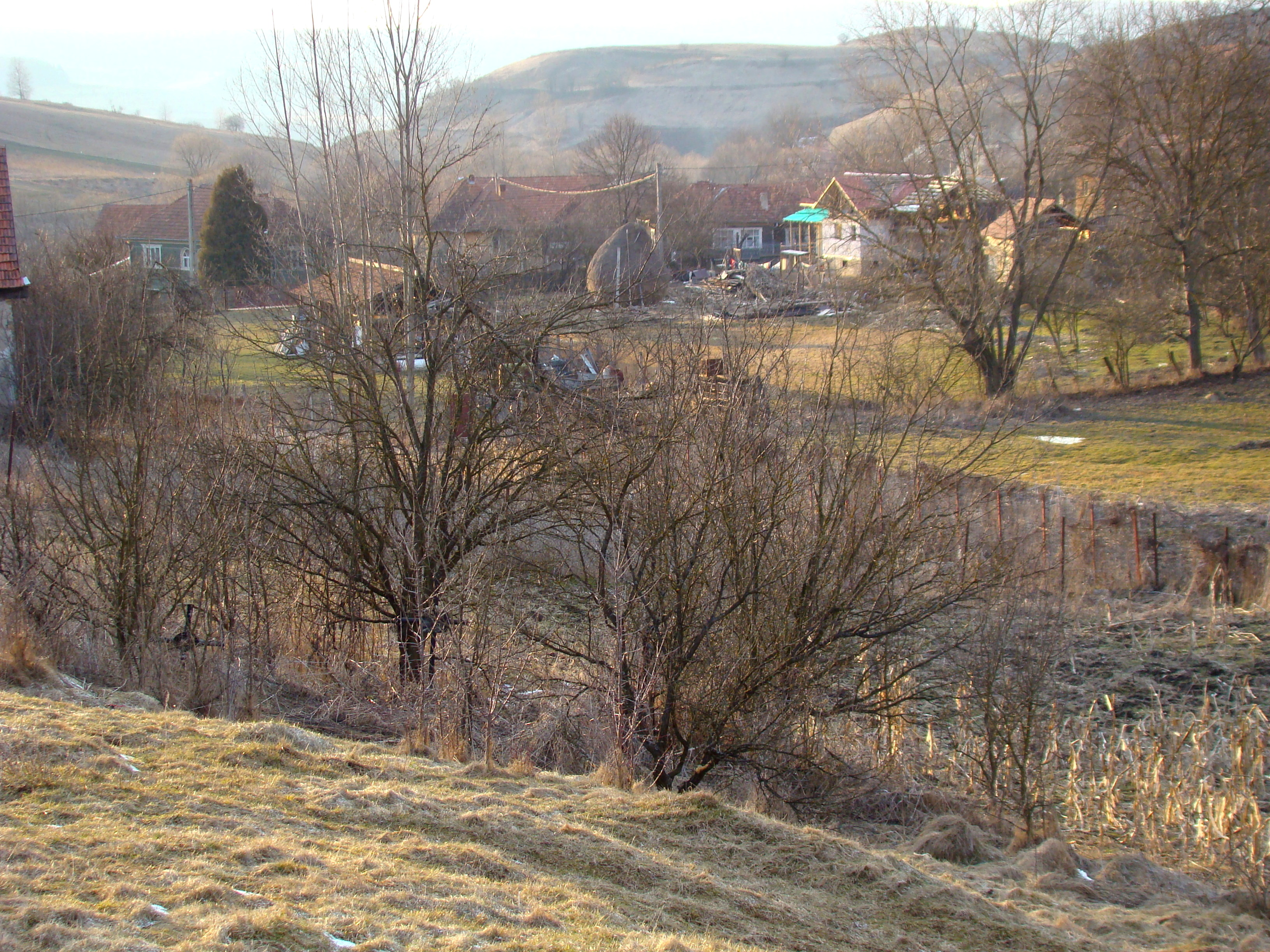
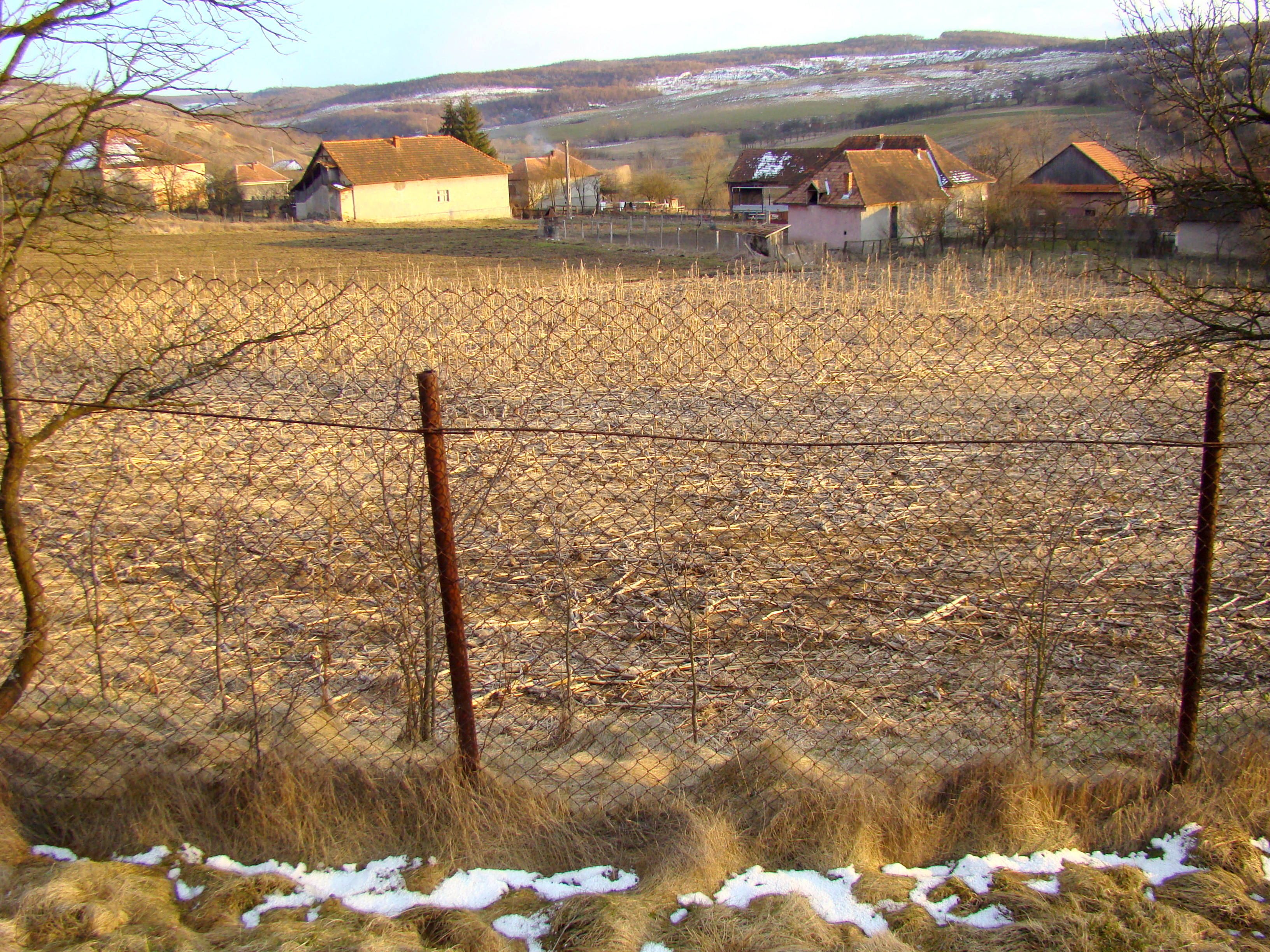
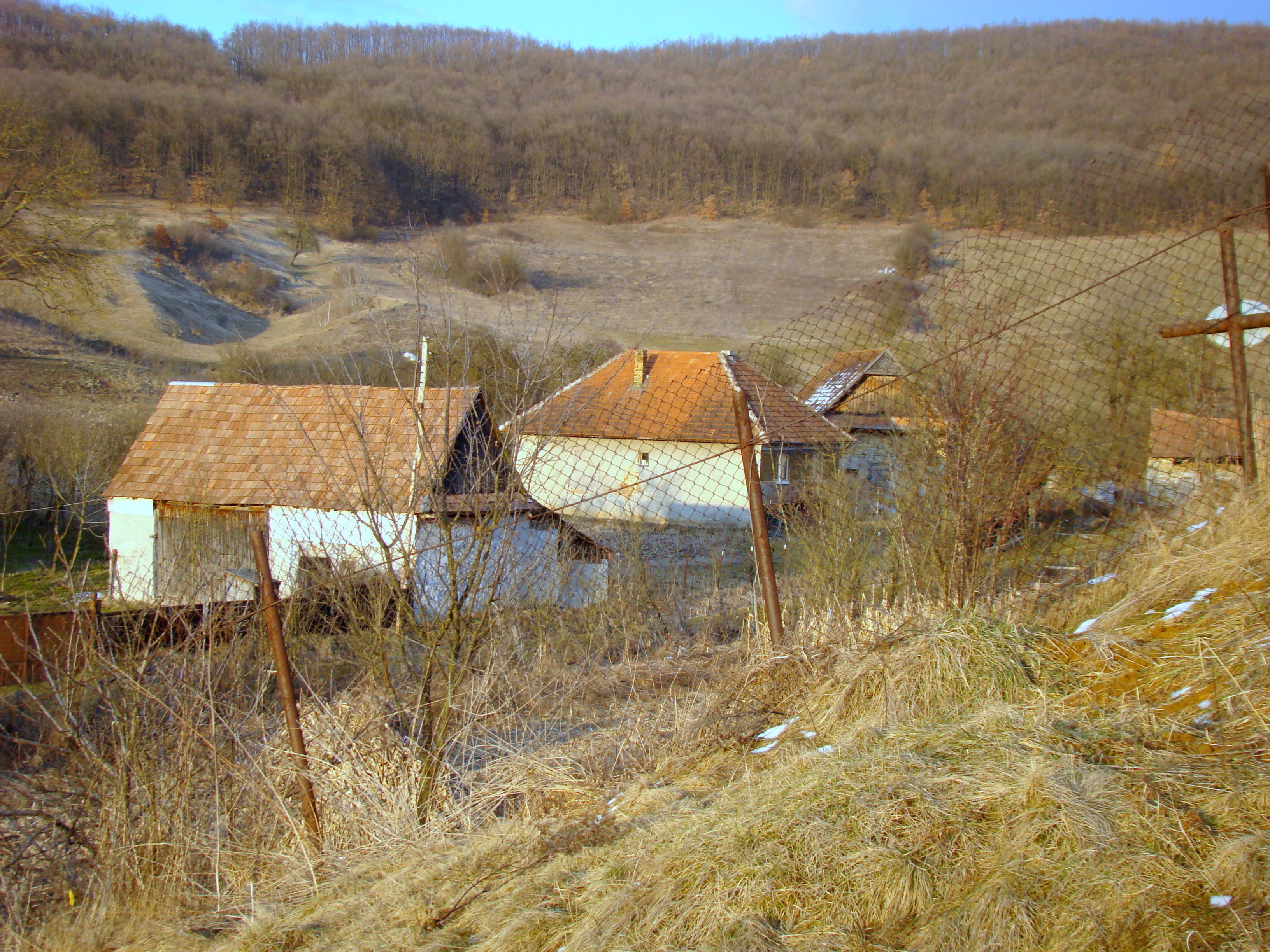
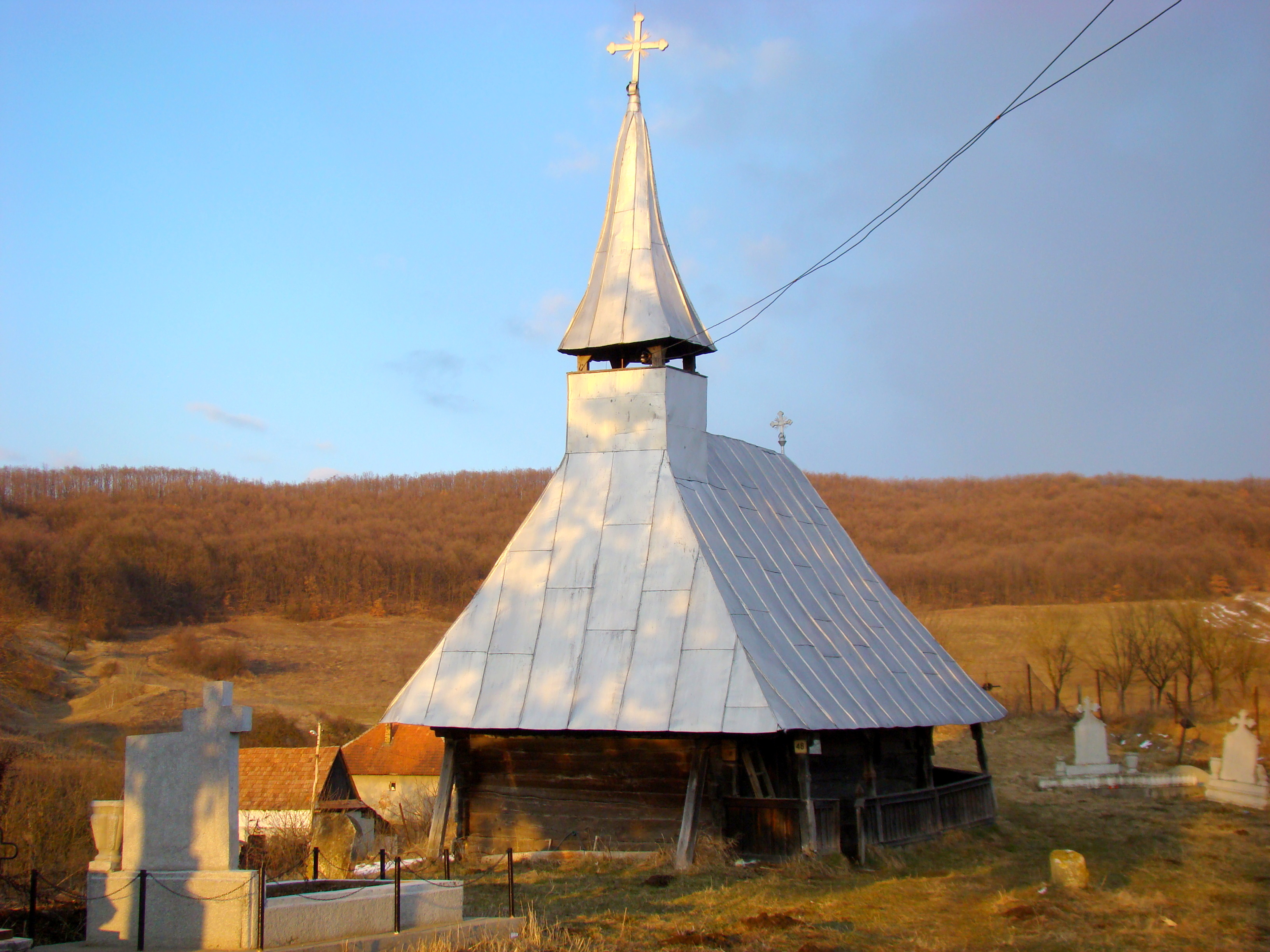
Biserica de lemn (monument istoric)
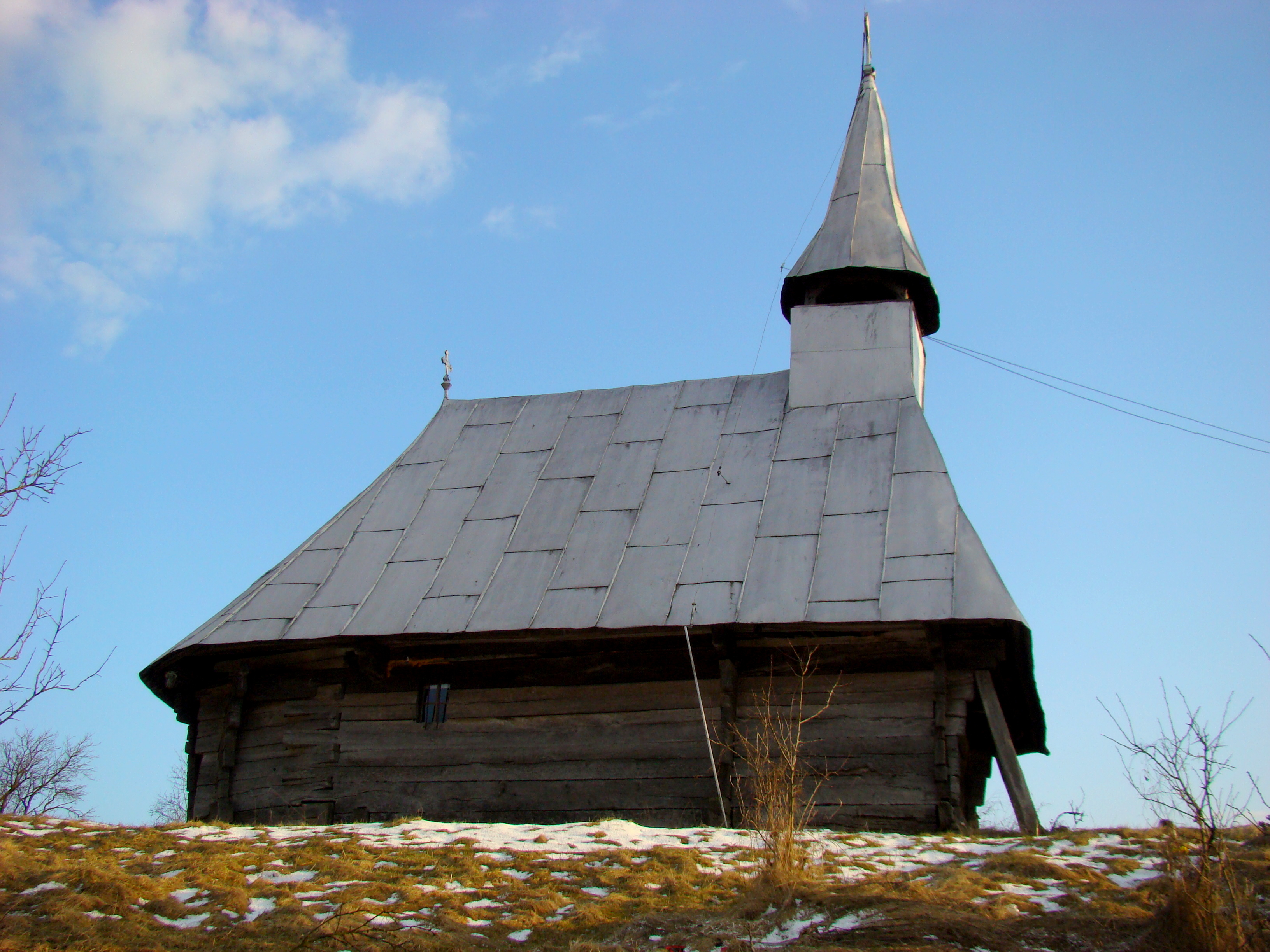
Biserica de lemn (monument istoric)
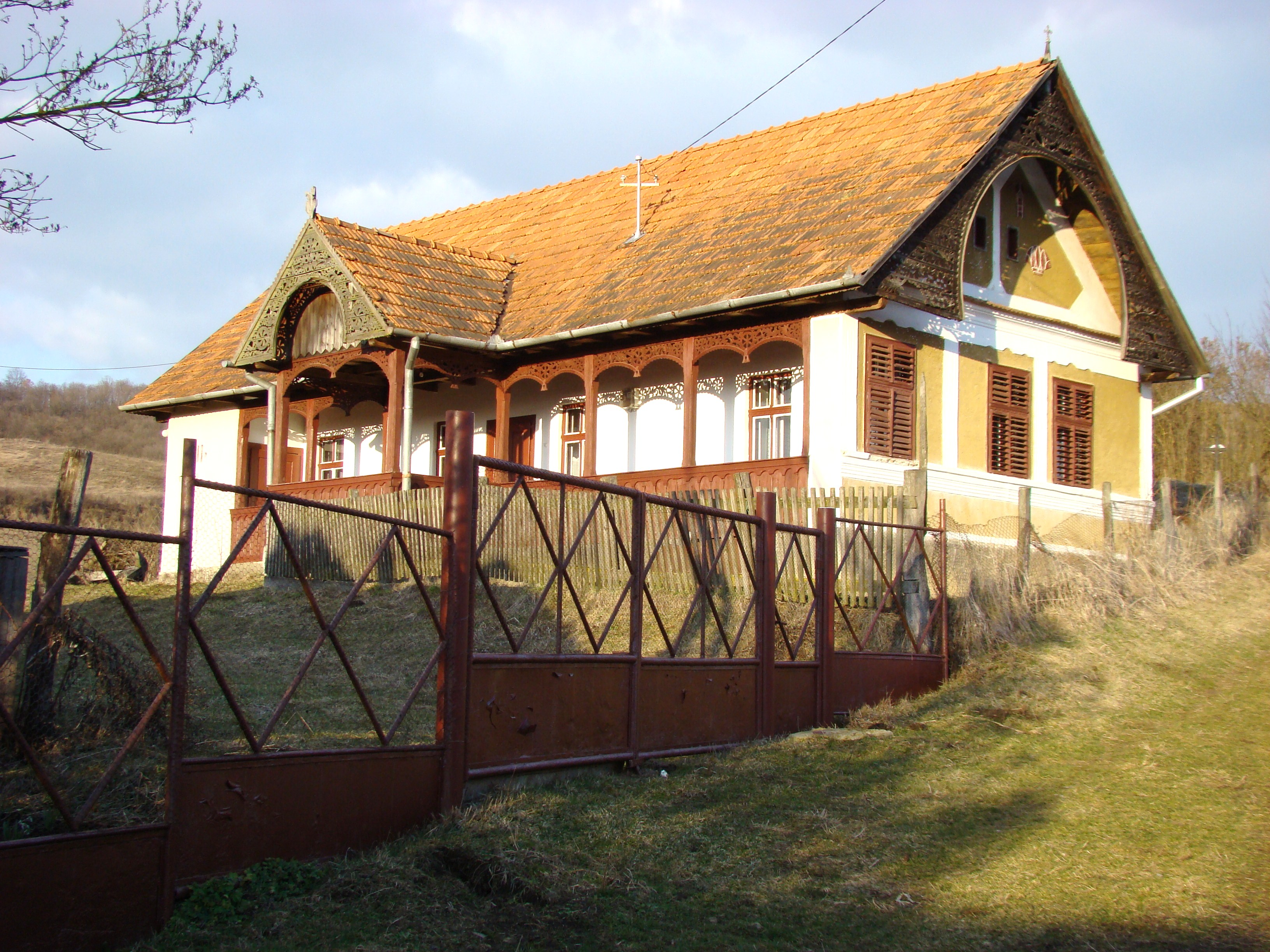
Casă țărănească veche din Sumurducu